# Fritz Mauthner
Fritz Mauthner (Hořice, Bohemia, Imperio austríaco, 22 de noviembre de 1849 - Meersburg, Alemania, 29 de junio de 1923) fue un filósofo y escritor en lengua alemana. Su principal aportación intelectual se enmarca dentro de la filosofía —en particular, la filosofía del lenguaje— y de la historia de las ideas. Sus obras más importantes fueron Contribuciones a una Crítica del Lenguaje, que influyó en Wittgenstein; Diccionario de Filosofía, muy alabado por Borges, y El Ateísmo y su Historia en Occidente.

## Biografía
Fritz Mauthner nació en Hořice (Bohemia) en el seno de una familia judía formada por un fabricante de tejidos, Emmanuel, y su mujer Amalie. Él fue el cuarto de seis hijos. Cuando tenía seis años, la familia se mudó a Praga. En esta ciudad inició la carrera de Derecho, que más tarde interrumpió.
Para la cosmovisión de Mauthner fue muy importante el conocimiento de Ernst Mach (1838-1916) y su obra. Este enseñó Física experimental en Praga entre 1867 y 1875. Pero, sobre todo, fue un opositor implacable a todo tipo de metafísica, por lo que para él sólo la Ciencia podía describir la realidad, mientras que disciplinas como la filosofía o el psicoanálisis carecían de verdadera utilidad. En torno a los años de cambio de siglo, Mauthner reconoció en una carta escrita a Mach que había recibido de él el impulso «para eliminar de la ciencia las bases metafísicas latentes».
En 1873 trabajó en un bufete de abogados. En el mismo año salió la primera edición de su Crítica del lenguaje (desaparecida). En esta época compuso sus primeros relatos y folletines. El 23 de mayo de 1873 tuvo lugar el estreno de su obra teatral Anna en el Teatro Real de Praga. En 1876 se mudó a Berlín para escribir en el Berliner Tageblatt. Dos años más tarde se casó con la pianista judía Jenny Ehrenberg (?-1896), con quien tuvo una hija, Grete. Desde 1878 escribió en el Deutscher Montagsblatt parodias de autores contemporáneos como Gustav Freytag, Paul von Heyse y Arno Holz, publicadas más tarde también en formato de libro. Sus escritos hacían gala de un agudo ingenio, fina ironía, humor y, de cuando en cuando, también de polémica. El efecto que produjeron en los lectores de entonces fue descrito como sensacional. Hasta 1902 las ediciones de las parodias llegaron a 30.
En 1880 Mauthner fue uno de los fundadores de la Gesellschaft der Zwanglosen (“Sociedad de los libres”), a la que pertenecieron, entre otros, Otto Brahm, Max Halbe, Maximilian Harden, Otto Erich Hartleben y Gerhart Hauptmann.
Desde octubre de 1889 fue editor de la revista Deutschland. De 1882 a 1897 publicó doce novelas, además de relatos y lírica. Su literatura recibió buena acogida entre los lectores, mientras que la mayoría de los críticos literarios la recusaron.

### Berlín y Friburgo de Brisgovia
En 1892 se trasladó con su familia al distrito de Grunewald, en Berlín. Aquí comenzó la redacción de sus Contribuciones a una Crítica del Lenguaje. Mauthner intensificó sus trabajos filosóficos sobre el lenguaje, aunque en 1898 debió interrumpirlos debido a que los esfuerzos requeridos le fueron debilitando la vista. Por ello, el escritor y filósofo anarquista y pacifista Gustav Landauer le brindó su colaboración. En 1901 aparecieron los dos primeros volúmenes de Beiträge zu einer Kritik der Sprache (Contribuciones a una Crítica del Lenguaje) y un año más tarde, el tercero. El rechazo que recibió esta obra de los círculos académicos le desilusionó profundamente. En 1905 intentó aliviar sus depresiones con una estancia en las islas Canarias. Después del matrimonio de su hija, trasladó su residencia a finales de 1905 a Friburgo de Brisgovia. Allí ingresó en la Sociedad Kantiana y conoció a Martin Buber.

### Meersburg de Bodensee
En 1907 trabó amistad con Hedwig Luitgardis Silles O’Cunningham (1872-1945). Con ella se mudó a Meersburg-am-Bodensee, donde se casaron poco después. Su compañera le ayudaría en su obra de manera destacada. En esta época, estimulado por Martin Buber, escribió la monografía Die Sprache (El lenguaje), que dedicó a su colaborador Gustav Landauer. Asimismo culminó su Wörterbuch der Philosophie (Diccionario de Filosofía), obra publicada en dos volúmenes publicados en 1909, el primero, y en 1911, el segundo. En 1912 terminó su novela Der letzte Tod des Gautama Buddha (La última muerte de Gautama Buda), donde vierte sus reflexiones filosóficas sobre la religión.
Con el inicio de la Primera Guerra Mundial en 1914 comenzaron las diferencias entre Mauthner y Landauer. Mientras éste reprobó la guerra, Mauthner redactó desde 1915 artículos de propaganda patriótica a favor de la misma en el Berliner Tageblatt. Tras la derrota alemana en 1918, que fue para él una catástrofe, se reconcilió con Landauer. La ruptura definitiva entre ambos se produjo poco después, en 1919, cuando Landauer participó en la República de Consejos Obreros de Múnich. Mauther fue ese mismo año nombrado hijo adoptivo de Meersburg. De 1920 a 1923 aparecieron los cuatro volúmenes de Der Atheismus und seine Geschichte im Abendlande (El ateísmo y su historia en Occidente), obra que refleja el anhelo de Mauthner de que la gente se libere del concepto de “Dios” y de la “ilusión” religiosa. Poco antes de su muerte el 29 de junio de 1923, Mauthner trabajaba en su obra Die Drei Bilder der Welt (Las tres imágenes del mundo), publicada póstumamente.
La lápida que cubre su tumba en el cementerio de Meersburg reza «vom Menschensein erlöst» («Liberado de ser hombre»). Su máscara mortuoria, elaborada por el escultor meersburgués Joseph Ehinger (1889-1955), se halla expuesta en el Museo municipal de Meersburg.

## Ideas principales
Mauthner es el representante de una corriente escéptica en la filosofía del lenguaje. Influyeron en él pensadores como Gorgias, Nietzsche y Schopenhauer. Adhirió a la concepción evolucionista del conocimiento y de la vida psíquica: nuestro conocimiento es subjetivo y relativo, y está dirigido hacia metas prácticas y no hacia la aprehensión objetiva de la realidad. El conocimiento es fruto del azar y limitado, porque nuestros cinco sentidos, que Mauthner llama «Zufallssinne» («sentidos accidentales»), son ventanas limitantes por las que penetra únicamente una parte de la realidad.
Mauthner obtuvo en Praga de su maestro Ernst Mach los fundamentos especiales para sus trabajos posteriores. Mach fue, como físico y teórico del saber, un científico polifacético que también incluyó entre sus reflexiones la fisiología de los sentidos (en última instancia todo conocimiento se reduce a «sensaciones») y la psicología (el concepto de «yo» es irrecuperable). Mach, antes que Albert Einstein, ya propugnaba el continuo cuatridimensional espacio-tiempo. Mach fue también uno de los que allanaron el camino a la teoría psicológica de las formas («Gestalttheorie»).

### Crítica del lenguaje
Mauthner lleva el escepticismo al ámbito del lenguaje, al que considera un útil medio de comunicación dotado de una importante función social, pero inútil para el conocimiento del mundo. El lenguaje sólo nos permite ver el “velo de Maya”, no la realidad que se oculta detrás. Es incapaz de hacernos compartir la experiencia sensorial, sólo aludirla. Lo que hace que las palabras tengan más o menos significados establecidos depende de las experiencias sensitivas de las personas que usan el lenguaje. Las personas que comparten una estructura psicológica semejante con aquellos que usan un lenguaje pueden entender mejor ese lenguaje.
El lenguaje es un sistema arbitrario de símbolos y sonidos, sin vínculo con el mundo real, de naturaleza metafórica y tendencia inevitable a falsear la realidad. Sólo existen los individuos, las sensaciones y los contenidos intuitivos. El lenguaje carece de existencia objetiva independiente de quien lo usa.

“El lenguaje nos lleva al odio, a la risa burlesca, por medio de su descaro inherente. Nos ha traicionado descaradamente: ahora ya lo sabemos. Y en los momentos lúcidos de esta terrible conclusión nos enfurecemos contra el lenguaje como contra el prójimo que nos ha engañado sobre nuestra fe, sobre nuestro amor, sobre nuestra esperanza”.
Mauthner, Contribuciones a una Crítica del Lenguaje

Según él, la filosofía es esencialmente lingüística, así como el conocimiento.

“El lenguaje no es una herramienta… no es otra cosa que su uso. El lenguaje es el uso del lenguaje”.

A la luz de los logros de la psicología de aquella época y de las ideas de su maestro Mach sobre la unificación de las tres dimensiones espaciales y el tiempo en el continuo espacio-tiempo, Mauthner propuso en sus consideraciones epistemológicas la existencia de un orden espaciotemporal en la memoria.

“Conoceremos el tiempo como la cuarta dimensión de la realidad… nuestro sentido de la memoria localiza en el tiempo las pasadas representaciones individuales, los llamados recuerdos; exactamente del mismo modo que nuestro sentido de la vista localiza sus representaciones en las tres dimensiones del espacio. Y así como el punto de intersección en el sistema de coordenadas para nuestros ojos pasa por el cerebro, así también el punto cero para la extensión del tiempo es siempre nuestro presente. El punto cero permanece en nosotros mientras seguimos viviendo en el tiempo, del mismo modo que el sistema de coordenadas del espacio se mueve con nosotros. La dificultad conceptual consistiría únicamente en que la memoria nos crea primeramente el tiempo, al cual se proyectan los datos de los demás sentidos”.

Mauthner coloca en el centro de interés el aspecto temporal de la “teoría de correlaciones de la investigación del cerebro”, nuestra “cadencia de trabajo en la conciencia”.

“Y así, sostengo como una hipótesis útil que, por lo demás, siempre pasa una sola representación por el ojo de la aguja de nuestra conciencia porque, en este sentido, ciertamente pasa siempre únicamente lo más presente -esto es, simplemente lo que el estómago mental está asimilando; lo que en ese preciso momento hace trabajar al cerebro-, lo único que sólo sujeta la atención… Ya que ciertamente también el presente como tiempo es solamente la punta de la aguja entre el pasado y el futuro. El mundo de la realidad, por consiguiente, en cada momento no puede ser más ancho que el grosor del hilo de ese momento, que el ojo de la aguja… por ello, la memoria, es decir, el registro inconsciente del cerebro, dispone de todo nuestro tesoro de conocimientos, de todo con la representación del momento, primeramente, de los análogos. Así que el cerebro en su memoria posee el horizonte amplio que abarca el mundo de la experiencia o pasado y el mundo de las posibilidades o futuro”.

La memoria adquiere en la filosofía del lenguaje de Mauthner una importancia central.

“Mi reflexión es que los acertijos del lenguaje se adivinarían con la palabra clave “memoria” o, más bien, que los acertijos, que la esencia y la formación del lenguaje nos proponen, nos retrotraerían a la esencia de la memoria humana”.

“En el hombre normal el recuerdo de las cosas y el recuerdo de las palabras están estrecha y mutuamente ligados. Ciertamente, esta ligazón es una pura tautología si es cierta mi afirmación de que el lenguaje o el vocabulario de una persona no es otra cosa que su memoria individual para su experiencia [Erfahrung]. El lenguaje no es sino memoria, pues no puede ser en absoluto ninguna otra cosa”.

Memoria, conciencia y lenguaje son para Mauthner distintas palabras para la dependencia totalitaria del conocimiento del mundo respecto de las imágenes del recuerdo.

“La memoria es un objeto de la conciencia y la conciencia es para nosotros, solamente como recuerdo, un objeto. Se podría seguir haciendo aún más malabarismos con estas palabras y no se alcanzaría una definición firme de ambos conceptos, ni siquiera en el sentido escéptico de la crítica del lenguaje. Intuimos, no obstante, que un objeto de la conciencia mediatizado por la autoobservación no es la memoria en abstracto, sino solamente la serie de imágenes de recuerdos individuales; intuimos que la palabra “conciencia” ciertamente no significa otra cosa que la trabazón de las imágenes de los recuerdos”.

Influenciado por Wundt, quien distingue entre psicología individual y psicología social, Mauthner acepta que al lado de la memoria individual –en principio, la única posible- existen residuos institucionalizados de memorias individuales, tales como la religión, la moral y el lenguaje. Éste sería una expresión del espíritu de grupo, de la memoria colectiva.
Estimulado por la teoría de las formas, Mauthner situó el concepto de la “semejanza” [Ähnlichkeit] en el centro de sus consideraciones epistemológicas y teórico-lingüísticas.

“La semejanza no puede jugar siquiera el rol más importante en la psicología. Quizás se ha desatendido instintivamente hasta ahora la semejanza porque de otro modo se habría debido comprender demasiado temprano cuán profundamente está nuestro saber lógico o lingüístico entre las pretensiones científicas, cuán vasta distancia separa nuestra formación conceptual de la exactitud matemática; así pues, nuestros conceptos lingüísticos se basan en la semejanza, las fórmulas matemáticas en la igualdad [Gleichkeit]”.

“La igualdad absoluta es una abstracción del pensamiento matemático. En el mundo de la realidad hay solamente semejanza. Igualdad es semejanza intensa, es un concepto relativo”.

“Sobre la semejanza, no sobre la igualdad, está construida toda clasificación o el lenguaje; sobre la semejanza, no sobre la igualdad, todo nuestro juicio o la aplicación del lenguaje. Sin embargo, toda la lógica, también el álgebra de la lógica, parte del concepto matemático de la igualdad y, por ello, es una ciencia peligrosa. Para no divagar demasiado, mencionar sólo brevemente que también el concepto o el sentimiento de continuidad se forman únicamente a partir del sentimiento de la semejanza”.

Tras la obra demoledora de Mauthner, del lenguaje sólo queda su valor simbólico y artístico (“… Las alternativas al lenguaje son el silencio y la acción -el acto surrealista o revolucionario-”). 

“Las palabras nunca engendran conocimiento, son tan sólo una herramienta de la poesía”.

### Obra literaria
Como literato expresó las costumbres de su época, el caos dilatado de su país a través de diversos acontecimientos históricos y sus reflexiones sobre la lengua. Su obra es variada y así podemos ver parodias, crítica teatral, una novela policial (Kraft, “Fuerza”, cuyo misterio envuelve un acertijo lingüístico); novelas históricas, como Xanthippe (Sócrates, visto por su histérica mujer), Der letzte Deutsche von Blatna (“El último alemán de Blatna”, novela “nacional alemana”) y la novela de temática religiosa Der letzte Tod des Gautama Buda (“La última muerte de Gautama Buda”).
A comienzo del siglo XX, Mauthner cesó repentinamente de escribir literatura para dedicarse al ensayo filosófico y a la historia de las ideas. Sólo en 1913 publicó Der letzte Tod des Gautama Buddha, su última novela, que revela su interés por la religión y que inaugura una nueva etapa en su vida, centrada en la historia del ateísmo en Occidente. El título se hace eco de la fascinación que ejercía el budismo en la sociedad europea de entonces y se sirve de ello para señalar la discordancia fundamental entre la obra y el espíritu originales del fundador de una religión y la obra y el espíritu de la institución religiosa surgida posteriormente.

### Historia del Ateísmo en Occidente
A pesar de no ser muy conocida, Der Atheismus und seine Geschichte im Abendlande es una obra referente para la historiografía del ateísmo. Es uno de los primeros intentos de criticar la escolástica cristiana medieval, embebida de dogmatismo teológico, mística y apriorismo metafísico.
La crítica antirreligiosa afloró en la vida de Mauthner en su infancia. Nacido en una familia judía “sin confesión religiosa”, asistió a colegios regidos por católicos (Klostergymnasium, Herren Piaristen), donde el alumnado lo componían judíos, protestantes y católicos. Su espíritu crítico se confirmó al oír los chistes de los profesores católicos contra los judíos y protestantes. Tras un corto período panteísta, con quince años se consideraba un “ateo militante”. Luego, en la Universidad, abogó por la expulsión de los profesores clericales. Asimismo se mostró contrario al sionismo chovinista.

## Influencia en otros autores
La obra filosófica de Mauthner influyó en literatos como Hofmannsthal, Schnitzler, Oswald Wiener, Joyce, Beckett y Borges; y en filósofos, como Landauer y Wittgenstein. Entre los escritores se aprecia especialmente esta influencia en Brief des Lord Chandos an Francis Bacon (Carta de Lord Chandos a Francis Bacon), de Hugo von Hofmannsthal, donde el protagonista muestra su profunda desconfianza hacia el lenguaje.
Su pensamiento influyó en el Grupo de Viena, para el cual ocuparse del lenguaje es la forma fundamental de ocuparse del ser humano. Borges, otro escéptico radical, cita repetidas veces en su obra Discusión el Diccionario de Filosofía de Mauthner como uno de los libros que más ha leído, releído y “abrumado de notas” a través de los años. Borges, que se consideró un explorador de las posibilidades literarias de la filosofía, reflejó en su obra ideas mauthnerianas como la discrepancia entre el lenguaje y la realidad, la superstición de la palabra, el dominio de los arquetipos sociales sobre los procesos mentales individuales y la arbitrariedad de los sistemas de clasificación lingüística.
Así mismo, Wittgenstein debe muchas de sus ideas a Mauthner, aunque sólo le cita una vez en su Tractatus logico-philosophicus (1921) en su proposición 4.0031: “Toda filosofía es una 'crítica lingüística' (no en el sentido de Mauthner)”.
La influencia de Mauthner, aunque indirecta a través de Wittgenstein, es también perceptible en el “anarquismo lingüístico” de Agustín García Calvo.

## Obras

### Novelas, cuentos, relatos y sátiras
- Nach berühmten Mustern, 1878 (2ª edición, 1889, Obras completas, 1897). Sátira. (“Según modelos famosos”)
- Einsame Fahrten, 1879. (“Viajes solitarios”)
- Vom armen Franischko, 1879. Relato. (“Del pobre Franischko”)
- Die Sonntage der Baronin, 1881. (“Los domingos de la baronesa”)
- Der neue Ahasver, 1882 (“El nuevo Ahasver”)
- Dilettantenspiegel, 1883. Sátira. (“Espejo de diletantes”)
- Gräfin Salamanca, 1884. (“La condesa de Salamanca”)
- Xanthippe, 1884.
- Quartett, 1886. (“Cuarteto”)
- Der letzte Deutsche von Blatna, Roman, 1887. (“El último alemán de Blatna”)
- Die Fanfare, Berlín, 1888. (“La fanfarria”)
- Schmock oder die Karriere der Gegenwart, Berlín, 1888. Sátira. (“Schmock o la carrera de la actualidad”)
- Der Pegasus, 1889. (“Pegaso”)
- Die erste Bank, Berlín, 1889. (“El primer banco”)
- Der Villenhof, 1890 (“El patio de villas”)
- Zehn Geschichten, 1891. (“Diez historias”)
- Glück im Spiel, 1891. (“Suerte en el juego”)
- Hypatia, 1892
- Lügenohr, 1892 (también bajo el título Aus dem Märchenbuch der Wahrheit, 1899). (“Oído a las mentiras” o “Del libro de cuentos de la verdad”)
- Kraft, 1894. Novela. (“Fuerza”)
- Die Geisterseher, 1894. Novela. (“Los videntes de fantasmas”)
- Die bunte Reihe, 1896. (“La fila abigarrada”)
- Der steinerne Riese, 1896. Cuento. (“El gigante de piedra”)
- Die böhmische Handschrift, 1897. Cuento. (“El manuscrito bohemio”)
- Der wilde Jockey und anderes, 1897. (“El salvaje Jockey y otros”)
- Der letzte Tod des Gautama Buddha, 1913. Novela. (“La última muerte de Gautama Buda”)
- Der goldene Fiedelbogen. Zwei Novellen aus Böhmen. 1917, Verlag Reuß & Itta, Constanza. Proyecto de un volumen de Kasia von Szadurska. (“El dorado arco de violín. Dos cuentos de Bohemia”)

### Poesía y teatro
- Die große Revolution, 1872. Poesía. (“La gran revolución”)
- Anna, 1874. Dra.

### Ensayos y escritos teóricos
- Kleiner Krieg, 1879. (“La pequeña guerra”)
- Credo, 1886
- Von Keller zu Zola. Kritische Aufsätze, Berlín, 1887. (“De Keller a Zola. Ensayos críticos”)
- Tote Symbole, 1892. (“Símbolos muertos”)
- Zum Streit um die Bühne, 1893. (“De la disputa sobre el escenario”)
- Totengespräche, 1906. (“Charlas de muertos”)
- Gespräche im Himmel und andere Ketzereien, 1914 (folletines de 1895-1913, en su mayoría del Berliner Tageblatt). (“Charlas en el cielo y otras herejías”)

### Filosofía del lenguaje e Historia de la Cultura
- Beiträge zu einer Kritik der Sprache (3 tomos), 1901-1902 (2ª edición revisada 1906–1913, 3ª edición 1923; reedición 1982)
- Aristoteles, 1904. ("Aristóteles")
- Die Sprache, Frankfurt del Meno: Rütten & Loenig, 1907, reedición Marburg, Metrópolis, 2012, ISBN 978-3-89518-881-7. (“El lenguaje”)
- Wörterbuch der Philosophie - Neue Beiträge zu einer Kritik der Sprache, 1ª edición en 2 tomos 1910–1911 (reimpresión por Diogenes, 1980), 2ª edición aumentada en 3 tomos 1923-1924 (reimpresión por Verlag Böhlau, 1997. ISBN 3-205-98644-X). (“Diccionario de Filosofía. Nuevas contribuciones a una crítica del lenguaje”)
- Schopenhauer, 1911
- Der letzte Tod des Gautama Buddha, 1913. (“La última muerte de Gautama Buda”)
- Der Atheismus und seine Geschichte im Abendlande. 4 tomos, reediciones aumentadas (la última, publicada por Ludger Lütkehaus, Alibri, Aschaffenburg, 2011, con un total de 1994 páginas), digitalización (sin OCR) de la primera edición en la Biblioteca Nacional francesa.
  - Tomo 1: Teufelsfurcht und Aufklärung im sogenannten Mittelalter, 1920. (“Temor del demonio e Ilustración en la llamada Edad Media”)
  - Tomo 2: Entdeckung der Natur und des Menschen, lachende Zweifler, Niederlande, England, 1921. (“Descubrimiento de la naturaleza y del ser humano, dubitativos risueños, Países Bajos, Inglaterra”)
  - Tomo 3: Aufklärung in Frankreich und in Deutschland, die große Revolution, 1922. (“Ilustración en Francia y en Alemania, la Gran Revolución”)
  - Tomo 4: Die letzten hundert Jahre, Reaktion, Materialismus, gottlose Mystik, 1923. (“Los últimos cien años, reacción, materialismo, mística atea”)
- Muttersprache und Vaterland, 1920. (“Lengua materna y patria”)
- Spinoza. Schuster & Loeffler, Leipzig, 1906
- Spinoza. Ein Umriss seines Lebens und Wirkens. Dresde: Reissner, 1922, en línea. (“Spinoza: un perfil de su vida y de su obra”)
- Die drei Bilder der Welt. Ein sprachkritischer Versuch (publicación póstuma), Erlangen, 1925. (“Las tres imágenes del mundo. Un ensayo crítico de la lengua”)

### Traducciones
- Henriette Marechal, de Edmond de Goncourt, 1895

### Labor editorial
- Deutschland. Wochenschrift für Kunst und Literatur, 1889-1890. (“Alemania. Revista semanal de Arte y Literatura”).
- Das Magazin für die Literatur des In- und Auslandes, 1891-1892. (“Revista de literatura nacional y extranjera”)
- Bibliothek der Philosophen, desde 1911. (“Biblioteca de los filósofos”)
- Gruppe, Otto Friedrich: Antäus. Ein Briefwechsel über speculative Philosophie in ihrem Conflict mit Wissenschaft und Sprache. ("Anteo: Un intercambio epistolar sobre filosofía especulativa en su conflicto con la Ciencia y el lenguaje"). Berlín, 1831. Publicada por Fritz Mauthner (Introducción, páginas V-XXXV). Müller, Múnich, 1914 
  - También: Fritz Mauthner: Otto Friedrich Gruppe en Die Zukunft, Tomo 85, 1913, páginas 314-325

### Compilaciones
- Berlin W. (trilogía de novelas): Quartett, 1886; Die Fanfare, 1888; Der Villenhof, 1890. (“Cuarteto”, “La fanfarria” y “El patio de villas”)
- Ausgewählte Schriften (“Escritos escogidos”, selección literaria de obras de Mauthner), 6 vol., dva, Stuttgart, 1919

### Escritos autobiográficos
- Fritz Mauthner – Gustav Landauer Briefwechsel 1890–1919. Publicado por Hanna Delf, Beck, Múnich, 1994. (“Correspondencia entre Fritz Mauthner y Gustav Landauer").
- Erinnerungen. Tomo 1: "Prager Jugendjahre". Autobiografía, Múnich, 1918 (no aparecieron más). ("Recuerdos. Los años de juventud en Praga")
- Selbstbiographie. En: Philosophie der Gegenwart in Selbstdarstellungen. Leipzig, 1922, Tomo 3. ("Autobiografía", en "Filosofía de la actualidad en autopresentaciones")

### Reelaboraciones de obras de Mauthner por otros autores
- Der unbewußte Ahasverus oder: Das Ding an sich als Wille und Vorstellung. Bühnen-Weh-Festspiel in drei Handlungen de Fritz Mauthner. Arreglo, dirección y texto de Stephan Reimertz. Deutschlandsender Kultur, 13 de abril de 1993. (“El desconocido Ahasver o: la cosa en sí como voluntad y representación. Obra teatral dramática en tres actos de Fritz Mauthner”).

### En español
- Echavarría Ferrari, Arturo (Universidad de Puerto Rico): Borges y Fritz Mauthner: una filosofía del lenguaje. Centro Virtual Cervantes.
- Báez, Fernando: "Mauthner en Borges" - Espéculo N° 19 (UCM)
- Moreno Villa, José: Fritz Mauthner. Contribuciones a una crítica del lenguaje. Madrid, 1911. (Una de las primeras ediciones en lengua no alemana), en Google Books

### En alemán
- Fritz Mauthner y el ateísmo
- Der Atheismus und seine Geschichte im Abendlande
- Wörterbuch der Philosophie
- Beiträge zu einer Kritik der Sprache
- Der letzte Tod des Gautama Buddha

- Datos: Q15953
- Multimedia: Fritz Mauthner / Q15953